# Hypericum sect. Androsaemum
Androsaemum es una sección de plantas con flores de la familia Hypericaceae. Está formada por Hypericum androsaemum (su especie tipo), H. foliosum, H. grandifolium y H. hircinum, además del híbrido H. × inodorum. Inicialmente se describió como un género independiente, pero luego se incluyó en Hypericum y se redujo a una sección. También da su nombre a un «grupo Androsaemum» de taxones relacionados que incluye varias secciones de especies del Viejo Mundo. El nombre latino Androsaemum proviene de una palabra griega que describe plantas con savia roja, y literalmente significa «hombre-sangre».
Los miembros de Androsaemum son arbustos caducifolios de tamaño mediano. Se caracterizan por la ausencia de pelos y por no tener glándulas. Las plantas tienen flores amarillas en panículas, cada una con varias docenas de estambres masculinos, y una cápsula de semillas que suele secarse y abrirse. Los extractos de estas especies presentan perfiles variados de aceites esenciales.
El hábitat de la mayoría de las especies está en bosques perennifolios, y todas, salvo H. hircinum, prefieren áreas húmedas y sombreadas. Ninguna especie de Androsaemum se considera en peligro de extinción, y la sección está ampliamente distribuida por Europa, África y Asia occidental. Sus especies se han vuelto invasoras en numerosos lugares tras escapar de jardines en entornos no nativos, incluyendo Australia, California y gran parte de Europa occidental.

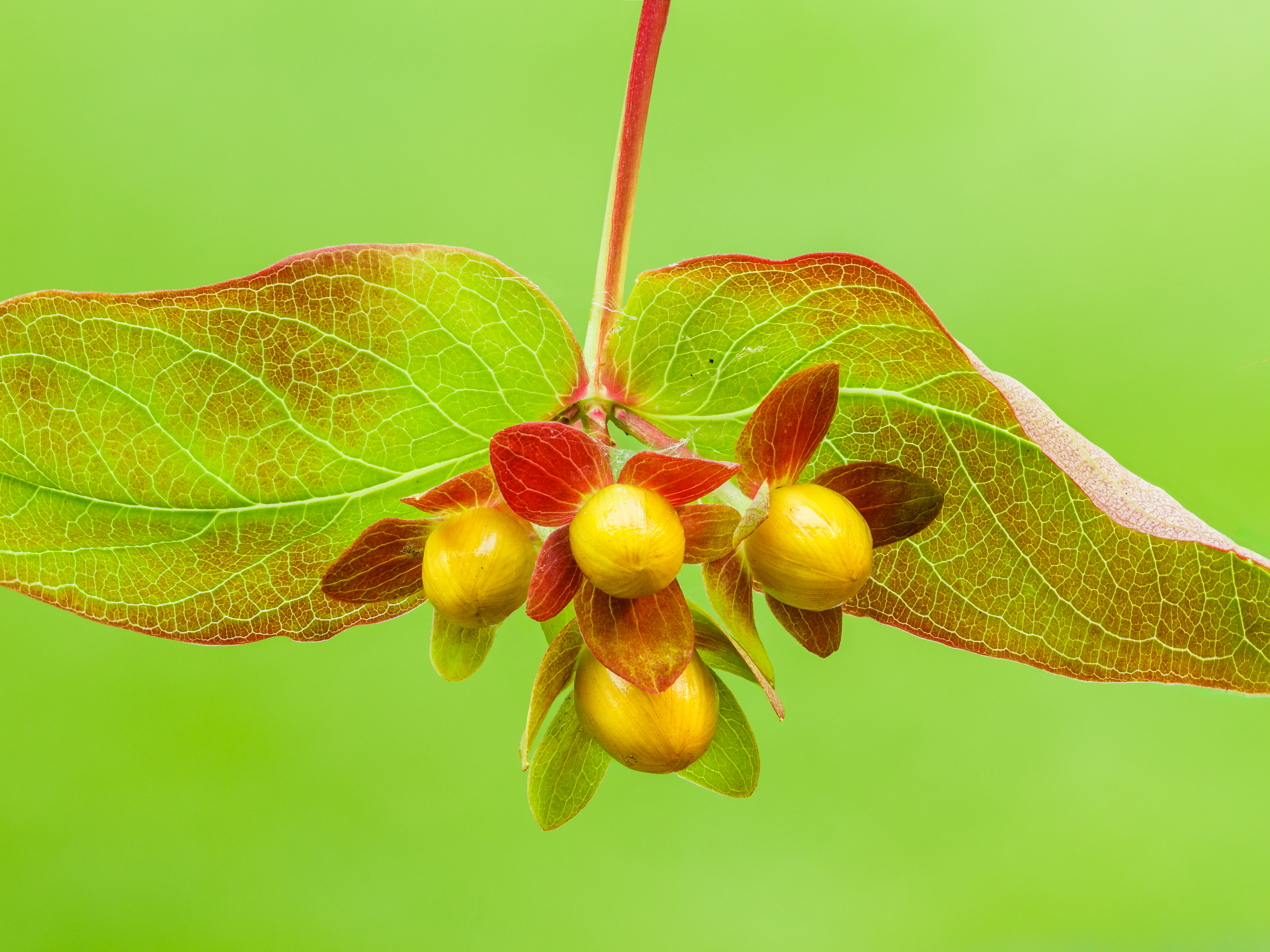
Capullos de flores de un (Hypericum androsaemum).

## Etimología
El nombre del género Hypericum proviene de las palabras griegas hyper (sobre) y eikon (imagen), en referencia a la práctica de colgar la flor «sobre imágenes» para ahuyentar espíritus malignos. El término Androsaemum deriva del griego androsaemus, que describía plantas con savia roja, combinando andros (hombre) y haima (sangre).

## Taxonomía

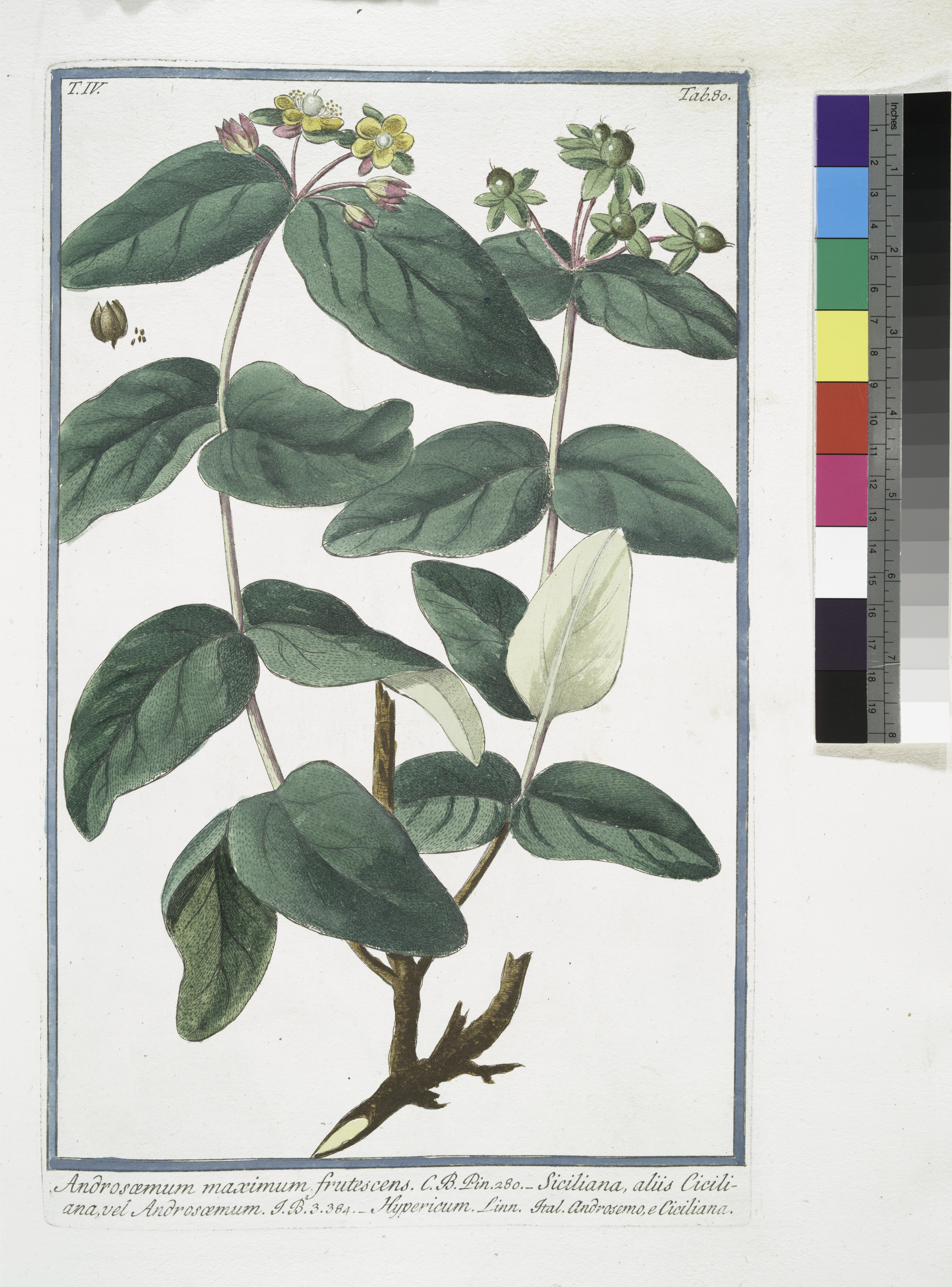
Ilustración de finales del de un espécimen llamado Androsæmum maximum frutescens

Androsaemum fue descrito taxonómicamente por primera vez como un género independiente. Apareció en el Gardeners Dictionary de 1754, con los nombres comunes «tutsán» y «park-leaves» (hojas de parque). Se mencionó que tenía una especie conocida en Inglaterra, Androsæmum maximum frutescens, que luego se sinonimizó con Hypericum androsaemum. Otra descripción temprana del género fue realizada por Carlo Allioni en Flora Pedemontana en 1785. Usando el sistema sexual de Linneo, Allioni lo situó como muy relacionado con Hypericum y Croton.
La concepción moderna de Androsaemum como sección dentro de Hypericum se creó en Flore de France en 1847. Incluía H. hircinum y H. androsaemum, y se describió por sus bayas que se secan y abren. Sin embargo, su estatus como sección y no como género fue debatido durante el siglo siguiente. Una publicación sobre tautónimos botánicos</ref> por Ernst Huth en 1893 rechazó el nombre Hypericum androsaemum, lo que implicaba que el nuevo e inválido Androsaemum androsaemum tendría prioridad.
|  | \| \| H. hircinum \| \| \| \| \| \| H. foliosum \| \| \| \| |
|  |                                                             |
|  | H. grandifolium                                             |
|  |                                                             |
|  | H. hircinum                                                 |
|  |                                                             |
|  | H. foliosum                                                 |
|  |                                                             |

|  | H. hircinum |
|  |             |
|  | H. foliosum |
|  |             |

|  | \| \| H. hircinum \| \| \| \| \| \| H. foliosum \| \| \| \| |
|  |                                                             |
|  | H. grandifolium                                             |
|  |                                                             |
|  | H. hircinum                                                 |
|  |                                                             |
|  | H. foliosum                                                 |
|  |                                                             |

|  | H. hircinum |
|  |             |
|  | H. foliosum |
|  |             |

|  | \| \| H. hircinum \| \| \| \| \| \| H. foliosum \| \| \| \| |
|  |                                                             |
|  | H. grandifolium                                             |
|  |                                                             |
|  | H. hircinum                                                 |
|  |                                                             |
|  | H. foliosum                                                 |
|  |                                                             |

|  | H. hircinum |
|  |             |
|  | H. foliosum |
|  |             |

|  | \| \| H. hircinum \| \| \| \| \| \| H. foliosum \| \| \| \| |
|  |                                                             |
|  | H. grandifolium                                             |
|  |                                                             |
|  | H. hircinum                                                 |
|  |                                                             |
|  | H. foliosum                                                 |
|  |                                                             |

|  | H. hircinum |
|  |             |
|  | H. foliosum |
|  |             |

|  | \| \| H. hircinum \| \| \| \| \| \| H. foliosum \| \| \| \| |
|  |                                                             |
|  | H. grandifolium                                             |
|  |                                                             |
|  | H. hircinum                                                 |
|  |                                                             |
|  | H. foliosum                                                 |
|  |                                                             |

|  | H. hircinum |
|  |             |
|  | H. foliosum |
|  |             |

|  | \| \| H. hircinum \| \| \| \| \| \| H. foliosum \| \| \| \| |
|  |                                                             |
|  | H. grandifolium                                             |
|  |                                                             |
|  | H. hircinum                                                 |
|  |                                                             |
|  | H. foliosum                                                 |
|  |                                                             |

|  | H. hircinum |
|  |             |
|  | H. foliosum |
|  |             |

|  | \| \| H. hircinum \| \| \| \| \| \| H. foliosum \| \| \| \| |
|  |                                                             |
|  | H. grandifolium                                             |
|  |                                                             |
|  | H. hircinum                                                 |
|  |                                                             |
|  | H. foliosum                                                 |
|  |                                                             |

|  | H. hircinum |
|  |             |
|  | H. foliosum |
|  |             |

|  | \| \| H. hircinum \| \| \| \| \| \| H. foliosum \| \| \| \| |
|  |                                                             |
|  | H. grandifolium                                             |
|  |                                                             |
|  | H. hircinum                                                 |
|  |                                                             |
|  | H. foliosum                                                 |
|  |                                                             |

|  | H. hircinum |
|  |             |
|  | H. foliosum |
|  |             |

|  | \| \| H. hircinum \| \| \| \| \| \| H. foliosum \| \| \| \| |
|  |                                                             |
|  | H. grandifolium                                             |
|  |                                                             |
|  | H. hircinum                                                 |
|  |                                                             |
|  | H. foliosum                                                 |
|  |                                                             |

|  | H. hircinum |
|  |             |
|  | H. foliosum |
|  |             |

|  | \| \| H. hircinum \| \| \| \| \| \| H. foliosum \| \| \| \| |
|  |                                                             |
|  | H. grandifolium                                             |
|  |                                                             |
|  | H. hircinum                                                 |
|  |                                                             |
|  | H. foliosum                                                 |
|  |                                                             |

|  | H. hircinum |
|  |             |
|  | H. foliosum |
|  |             |

|  | \| \| H. hircinum \| \| \| \| \| \| H. foliosum \| \| \| \| |
|  |                                                             |
|  | H. grandifolium                                             |
|  |                                                             |
|  | H. hircinum                                                 |
|  |                                                             |
|  | H. foliosum                                                 |
|  |                                                             |

|  | H. hircinum |
|  |             |
|  | H. foliosum |
|  |             |

|  | \| \| H. hircinum \| \| \| \| \| \| H. foliosum \| \| \| \| |
|  |                                                             |
|  | H. grandifolium                                             |
|  |                                                             |
|  | H. hircinum                                                 |
|  |                                                             |
|  | H. foliosum                                                 |
|  |                                                             |

|  | H. hircinum |
|  |             |
|  | H. foliosum |
|  |             |

|  | \| \| H. hircinum \| \| \| \| \| \| H. foliosum \| \| \| \| |
|  |                                                             |
|  | H. grandifolium                                             |
|  |                                                             |
|  | H. hircinum                                                 |
|  |                                                             |
|  | H. foliosum                                                 |
|  |                                                             |

|  | H. hircinum |
|  |             |
|  | H. foliosum |
|  |             |

|  | \| \| H. hircinum \| \| \| \| \| \| H. foliosum \| \| \| \| |
|  |                                                             |
|  | H. grandifolium                                             |
|  |                                                             |
|  | H. hircinum                                                 |
|  |                                                             |
|  | H. foliosum                                                 |
|  |                                                             |

|  | H. hircinum |
|  |             |
|  | H. foliosum |
|  |             |

|  | \| \| H. hircinum \| \| \| \| \| \| H. foliosum \| \| \| \| |
|  |                                                             |
|  | H. grandifolium                                             |
|  |                                                             |
|  | H. hircinum                                                 |
|  |                                                             |
|  | H. foliosum                                                 |
|  |                                                             |

|  | H. hircinum |
|  |             |
|  | H. foliosum |
|  |             |

|  | \| \| H. hircinum \| \| \| \| \| \| H. foliosum \| \| \| \| |
|  |                                                             |
|  | H. grandifolium                                             |
|  |                                                             |
|  | H. hircinum                                                 |
|  |                                                             |
|  | H. foliosum                                                 |
|  |                                                             |

|  | H. hircinum |
|  |             |
|  | H. foliosum |
|  |             |

|  | \| \| H. hircinum \| \| \| \| \| \| H. foliosum \| \| \| \| |
|  |                                                             |
|  | H. grandifolium                                             |
|  |                                                             |
|  | H. hircinum                                                 |
|  |                                                             |
|  | H. foliosum                                                 |
|  |                                                             |

|  | H. hircinum |
|  |             |
|  | H. foliosum |
|  |             |

|  | \| \| H. hircinum \| \| \| \| \| \| H. foliosum \| \| \| \| |
|  |                                                             |
|  | H. grandifolium                                             |
|  |                                                             |
|  | H. hircinum                                                 |
|  |                                                             |
|  | H. foliosum                                                 |
|  |                                                             |

|  | H. hircinum |
|  |             |
|  | H. foliosum |
|  |             |

|  | \| \| H. hircinum \| \| \| \| \| \| H. foliosum \| \| \| \| |
|  |                                                             |
|  | H. grandifolium                                             |
|  |                                                             |
|  | H. hircinum                                                 |
|  |                                                             |
|  | H. foliosum                                                 |
|  |                                                             |

|  | H. hircinum |
|  |             |
|  | H. foliosum |
|  |             |

|  | \| \| H. hircinum \| \| \| \| \| \| H. foliosum \| \| \| \| |
|  |                                                             |
|  | H. grandifolium                                             |
|  |                                                             |
|  | H. hircinum                                                 |
|  |                                                             |
|  | H. foliosum                                                 |
|  |                                                             |

|  | H. hircinum |
|  |             |
|  | H. foliosum |
|  |             |

|  | \| \| H. hircinum \| \| \| \| \| \| H. foliosum \| \| \| \| |
|  |                                                             |
|  | H. grandifolium                                             |
|  |                                                             |
|  | H. hircinum                                                 |
|  |                                                             |
|  | H. foliosum                                                 |
|  |                                                             |

|  | H. hircinum |
|  |             |
|  | H. foliosum |
|  |             |

|  | \| \| H. hircinum \| \| \| \| \| \| H. foliosum \| \| \| \| |
|  |                                                             |
|  | H. grandifolium                                             |
|  |                                                             |
|  | H. hircinum                                                 |
|  |                                                             |
|  | H. foliosum                                                 |
|  |                                                             |

|  | H. hircinum |
|  |             |
|  | H. foliosum |
|  |             |

|  | \| \| H. hircinum \| \| \| \| \| \| H. foliosum \| \| \| \| |
|  |                                                             |
|  | H. grandifolium                                             |
|  |                                                             |
|  | H. hircinum                                                 |
|  |                                                             |
|  | H. foliosum                                                 |
|  |                                                             |

|  | H. hircinum |
|  |             |
|  | H. foliosum |
|  |             |

|  | \| \| H. hircinum \| \| \| \| \| \| H. foliosum \| \| \| \| |
|  |                                                             |
|  | H. grandifolium                                             |
|  |                                                             |
|  | H. hircinum                                                 |
|  |                                                             |
|  | H. foliosum                                                 |
|  |                                                             |

|  | H. hircinum |
|  |             |
|  | H. foliosum |
|  |             |

|  | \| \| H. hircinum \| \| \| \| \| \| H. foliosum \| \| \| \| |
|  |                                                             |
|  | H. grandifolium                                             |
|  |                                                             |
|  | H. hircinum                                                 |
|  |                                                             |
|  | H. foliosum                                                 |
|  |                                                             |

|  | H. hircinum |
|  |             |
|  | H. foliosum |
|  |             |

|  | \| \| H. hircinum \| \| \| \| \| \| H. foliosum \| \| \| \| |
|  |                                                             |
|  | H. grandifolium                                             |
|  |                                                             |
|  | H. hircinum                                                 |
|  |                                                             |
|  | H. foliosum                                                 |
|  |                                                             |

|  | H. hircinum |
|  |             |
|  | H. foliosum |
|  |             |

|  | \| \| H. hircinum \| \| \| \| \| \| H. foliosum \| \| \| \| |
|  |                                                             |
|  | H. grandifolium                                             |
|  |                                                             |
|  | H. hircinum                                                 |
|  |                                                             |
|  | H. foliosum                                                 |
|  |                                                             |

|  | H. hircinum |
|  |             |
|  | H. foliosum |
|  |             |

|  | \| \| H. hircinum \| \| \| \| \| \| H. foliosum \| \| \| \| |
|  |                                                             |
|  | H. grandifolium                                             |
|  |                                                             |
|  | H. hircinum                                                 |
|  |                                                             |
|  | H. foliosum                                                 |
|  |                                                             |

|  | H. hircinum |
|  |             |
|  | H. foliosum |
|  |             |

|  | \| \| H. hircinum \| \| \| \| \| \| H. foliosum \| \| \| \| |
|  |                                                             |
|  | H. grandifolium                                             |
|  |                                                             |
|  | H. hircinum                                                 |
|  |                                                             |
|  | H. foliosum                                                 |
|  |                                                             |

|  | H. hircinum |
|  |             |
|  | H. foliosum |
|  |             |

|  | \| \| H. hircinum \| \| \| \| \| \| H. foliosum \| \| \| \| |
|  |                                                             |
|  | H. grandifolium                                             |
|  |                                                             |
|  | H. hircinum                                                 |
|  |                                                             |
|  | H. foliosum                                                 |
|  |                                                             |

|  | H. hircinum |
|  |             |
|  | H. foliosum |
|  |             |

|  | \| \| H. hircinum \| \| \| \| \| \| H. foliosum \| \| \| \| |
|  |                                                             |
|  | H. grandifolium                                             |
|  |                                                             |
|  | H. hircinum                                                 |
|  |                                                             |
|  | H. foliosum                                                 |
|  |                                                             |

|  | H. hircinum |
|  |             |
|  | H. foliosum |
|  |             |

|  | \| \| H. hircinum \| \| \| \| \| \| H. foliosum \| \| \| \| |
|  |                                                             |
|  | H. grandifolium                                             |
|  |                                                             |
|  | H. hircinum                                                 |
|  |                                                             |
|  | H. foliosum                                                 |
|  |                                                             |

|  | H. hircinum |
|  |             |
|  | H. foliosum |
|  |             |

Norman Robson incluyó Hypericum sect. Androsaemum como una de sus 36 secciones del género Hypericum. Fue descrito en la entrega de 1985 de su monografía sobre el género, donde se delinearon sus características comunes y se proporcionó una clave para sus cuatro especies y un híbrido. Dado que Robson usó solo características morfológicas y geográficas para organizar Hypericum, se requirieron más estudios taxonómicos. En 2010, un análisis cladístico sugirió que Androsaemum formaba parte de un clado llamado «grupo Myriandra-Ascyreia», que incluía esas secciones y otras especies. Al año siguiente, un estudio reafirmó la naturaleza monofilética de la sección Androsaemum, y estableció que H. hookerianum y H. canariense estaban estrechamente relacionados con la sección. En 2013, un estudio usó inferencia bayesiana para determinar la filogenia y relaciones cercanas de las especies de Hypericum. La sección Androsaemum se ubicó en un nuevo taxón del Viejo Mundo llamado «grupo Androsaemum» junto con otras secciones, y se establecieron las relaciones entre las especies dentro de la sección.

### Especies
Hypericum androsaemum es la especie tipo de la sección. Era conocida y estudiada antes de Carl Linnaeus, pero él la describió por primera vez en su Species Plantarum en 1753. Se publicaron varios sinónimos inválidos en los años siguientes, pero el único válido fue Androsaemum officinale en 1785. Existen dos variantes infraespecíficas distintivas: H. androsaemum var. aureum, con hojas verde-amarillas, y H. androsaemum f. variegatum, con hojas variegadas.
Hypericum foliosum fue descrito por William Aiton en Hortus Kewensis en 1789. Esta nomenclatura se mantuvo constante, sin sinónimos posteriores a la descripción original.
Hypericum grandifolium fue descrito por Jacques Denys Choisy en 1821. Durante el siglo XIX hubo confusión sobre su identidad: se confundió con H. × inodorum (bajo el sinónimo H. elatum) y también se llamó H. anglicum y Androsaemum webbianum.
Hypericum hircinum era conocido como «Ascyroides», «Androsaemum foeditum» y «Tragôdes» en la botánica prelinneana. Carl Linnaeus lo describió dos veces y estableció el nombre actual Hypericum hircinum en Species Plantarum en 1753. El único sinónimo surgió en 1836, cuando Édouard Spach lo trasladó al género Androsaemum, creando la combinación Androsaemum hircinum. Hoy se reconocen cuatro subespecies: subsp. obtusifolium, subsp. cambessedesii, subsp. majus y subsp. albimontanum.
Hypericum × inodorum es un híbrido de H. hircinum y H. androsaemum. La historia taxonómica de esta notoespecie es muy compleja y varios aspectos han sido mal caracterizados. Presenta dos apariencias distintas: una de flores grandes, llamada H. elatum, y otra de flores pequeñas, conocida como H. multiflorum. Además, algunas formas cultivadas se denominaron H. × persistens, mientras que especímenes de Madeira se han confundido con H. grandifolium.

## Descripción
Las especies de Androsaemum son arbustos de 30 a 200 centímetros de altura. Son caducifolios y carecen de pelos o glándulas oscuras. Los tallos se ramifican lateralmente desde el centro y tienen 2–4 líneas visibles a lo largo. En sección transversal son aplanados cuando la planta es joven, pero se vuelven más cilíndricos al madurar. La corteza varía en textura: puede ser lisa, escamosa o con fisuras. Las hojas se sitúan en lados opuestos del tallo, sin pecíolo o con uno muy corto. Sus bordes son lisos, con venas visibles en pares a cada lado de la nervadura central, y venas terciarias densas. Hay glándulas pálidas en la parte superior y los lados de las hojas, pero no en la inferior.

Las plantas suelen tener racimos de 3–20 flores que crecen desde uno o dos nudos. Las brácteas son similares a las hojas y persisten durante la floración, o son más pequeñas y caducas. Las flores son estrelladas, con cinco pétalos y sépalos. Los pétalos son caducos, de bordes lisos y cubiertos de numerosas glándulas pálidas. Hay cinco fascículos de 20–40 estambres, con glándulas de anteras ámbar. Suelen haber tres estilos de igual longitud. La cápsula de semillas tiene textura coriácea o papirácea, y se seca parcial o totalmente y se abre. Las semillas son cilíndricas, con alas unilaterales.

Flores de H. sect. Androsaemum
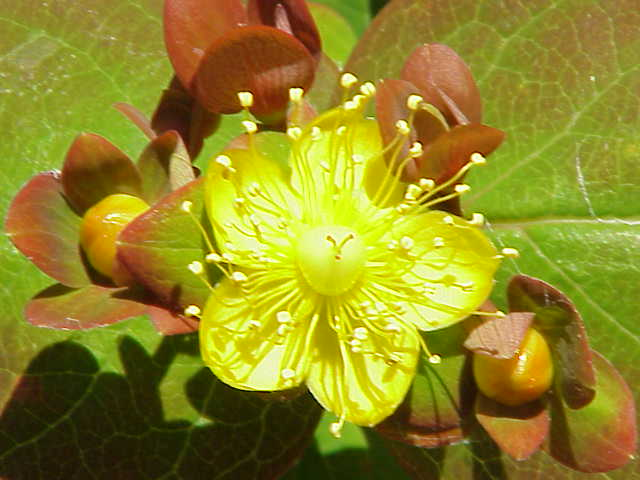
H. androsaemum
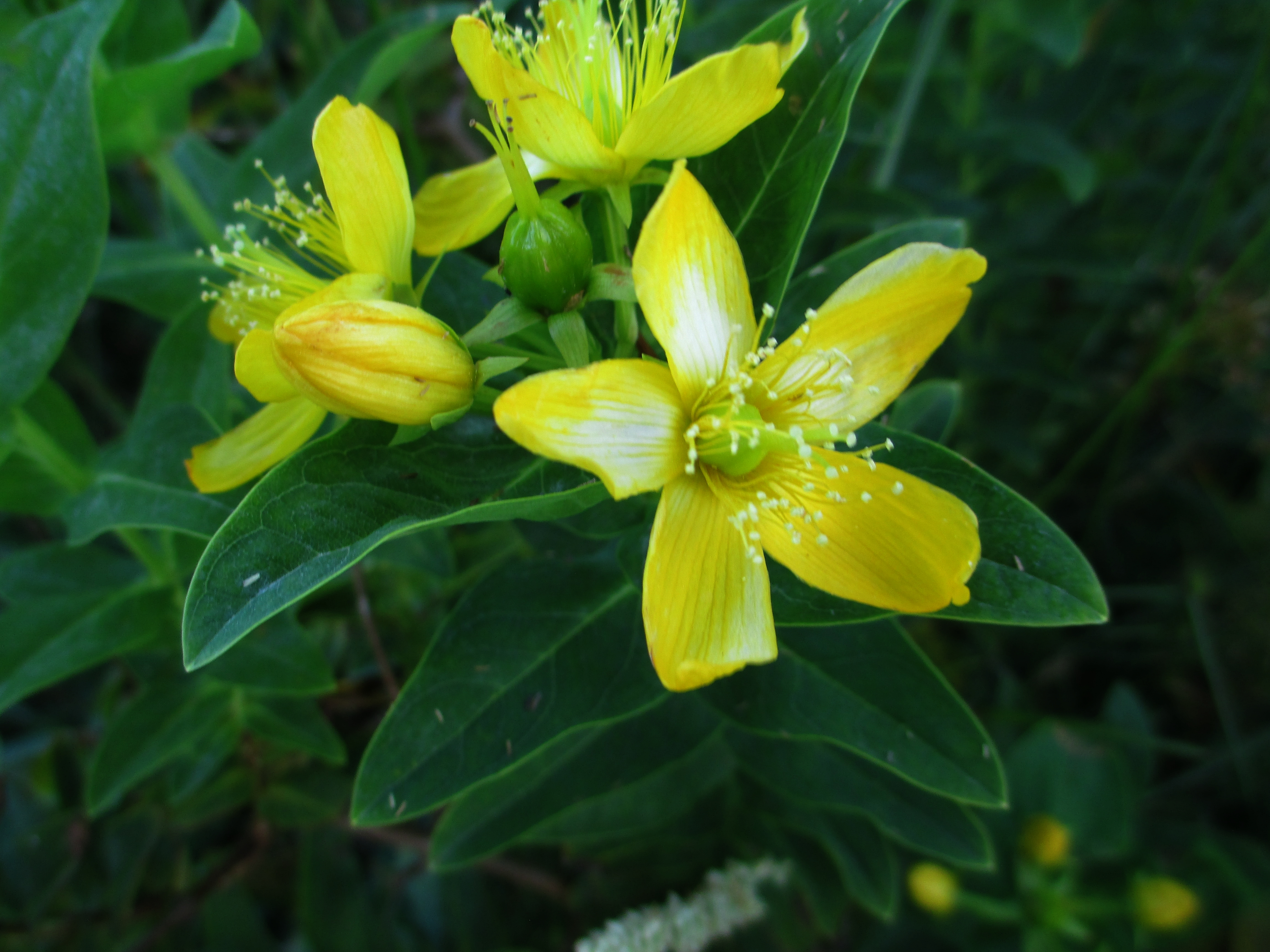
H. foliosum
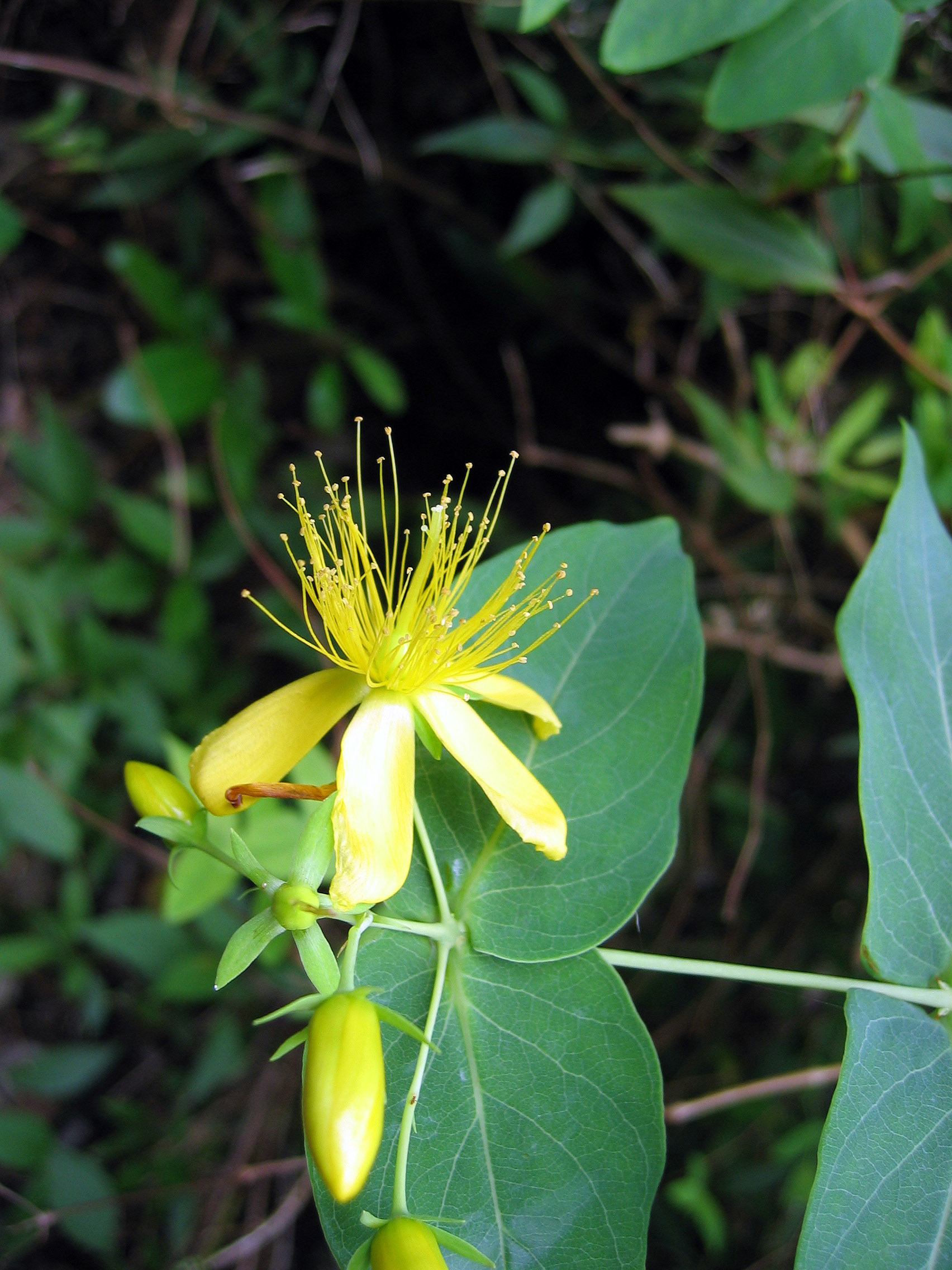
H. grandifolium
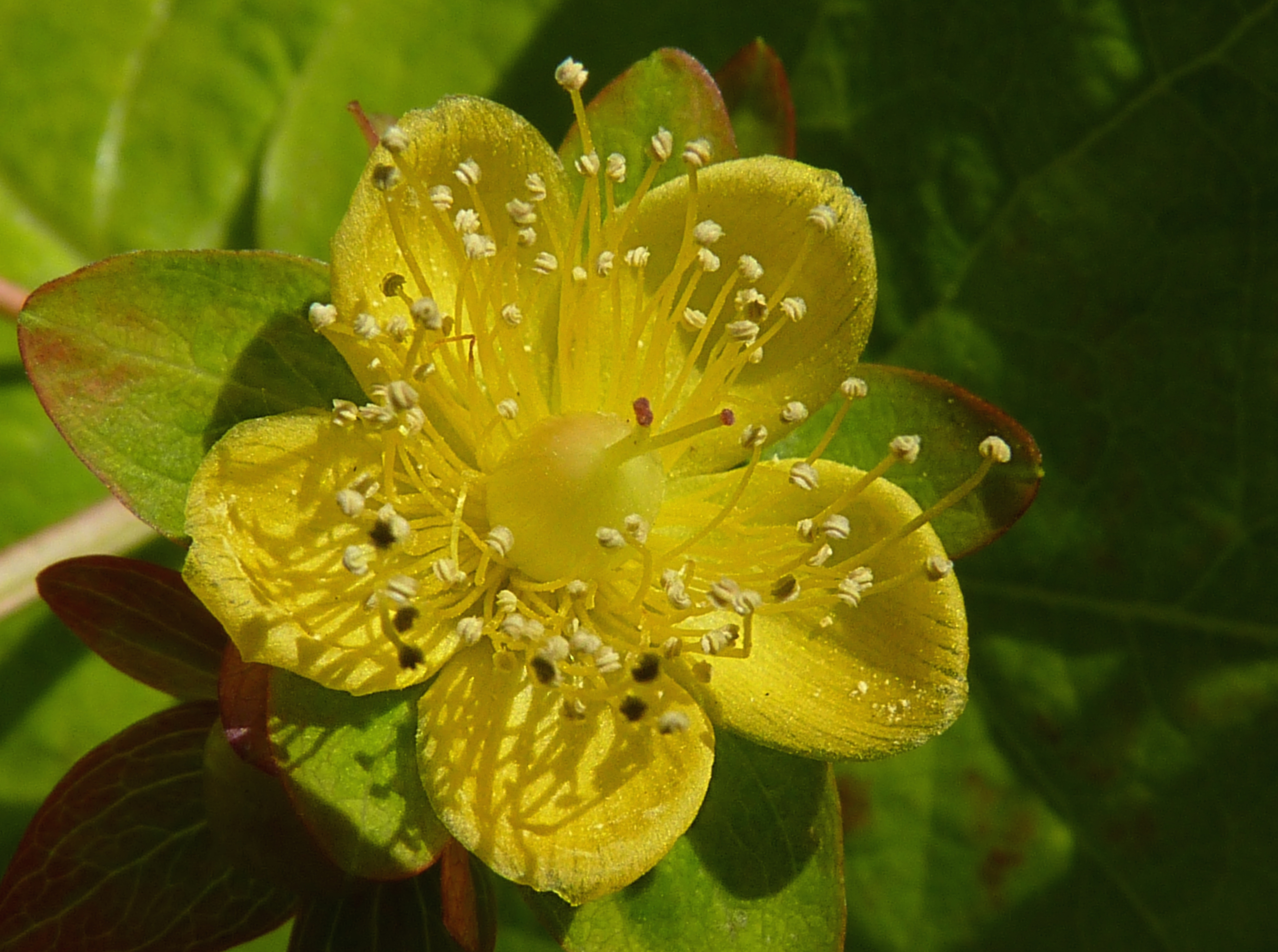
H. × inodorum
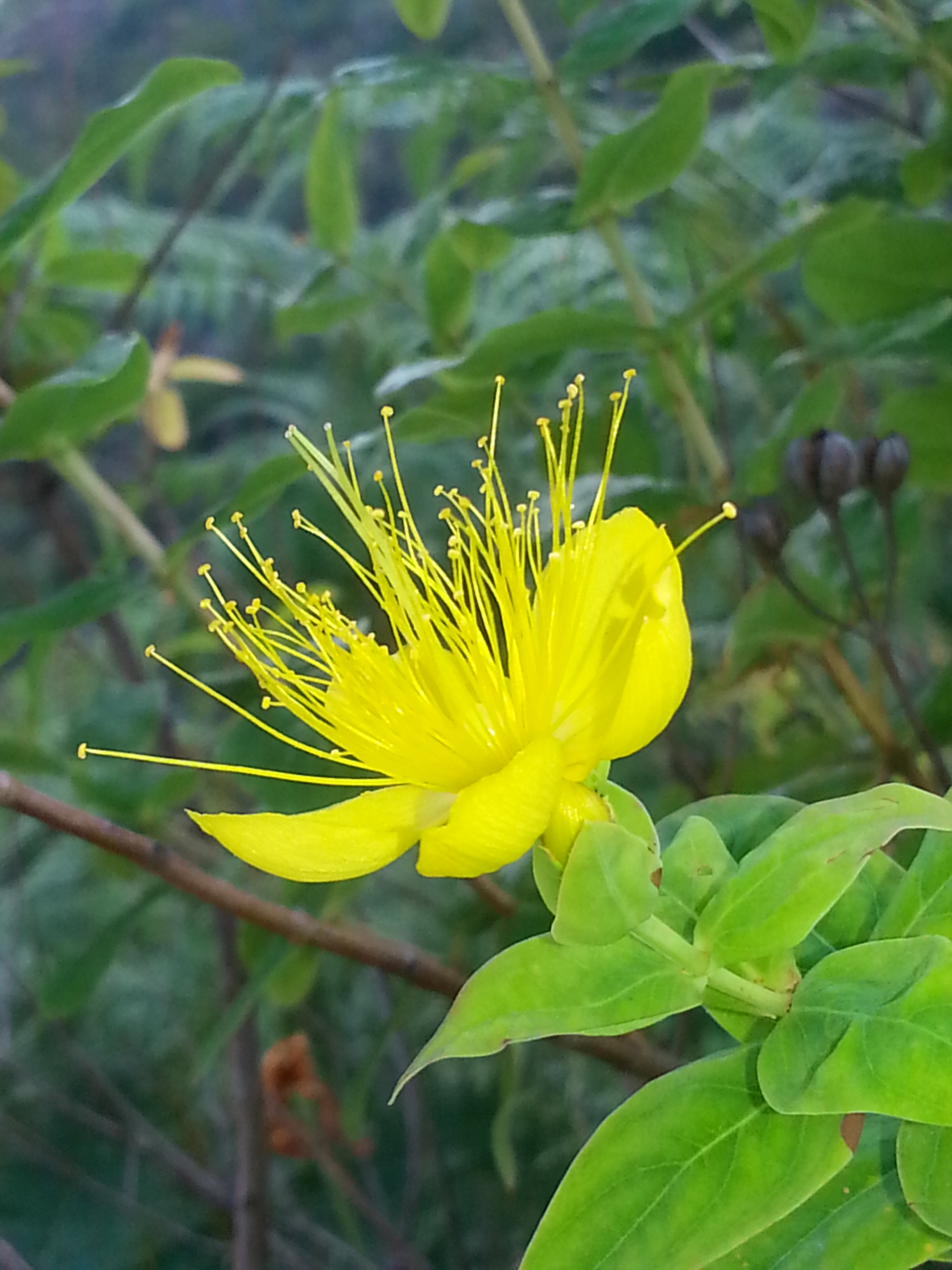
H. hircinum

Las plantas de la sección suelen tener un número cromosómico de 2n = 40 y son tetraploides. Sin embargo, un estudio de 2006 encontró variabilidad en el número cromosómico en todas las especies de la sección, con recuentos frecuentes de 2n = 32.

### Química
Las especies de la sección Androsaemum tienen un perfil diverso de aceites esenciales y otros fitoquímicos. Los extractos de H. androsaemum están dominados por hidrocarburos sesquiterpénicos, los de H. foliosum por monoterpenos, H. hircinum por sesquiterpenos en las hojas y monoterpenos en las flores, y H. grandifolium por sesquiterpenos y alcanos. H. hircinum tiene químicos únicos como amentoflavona y el ácido caproico que causa su olor.

## Ecología

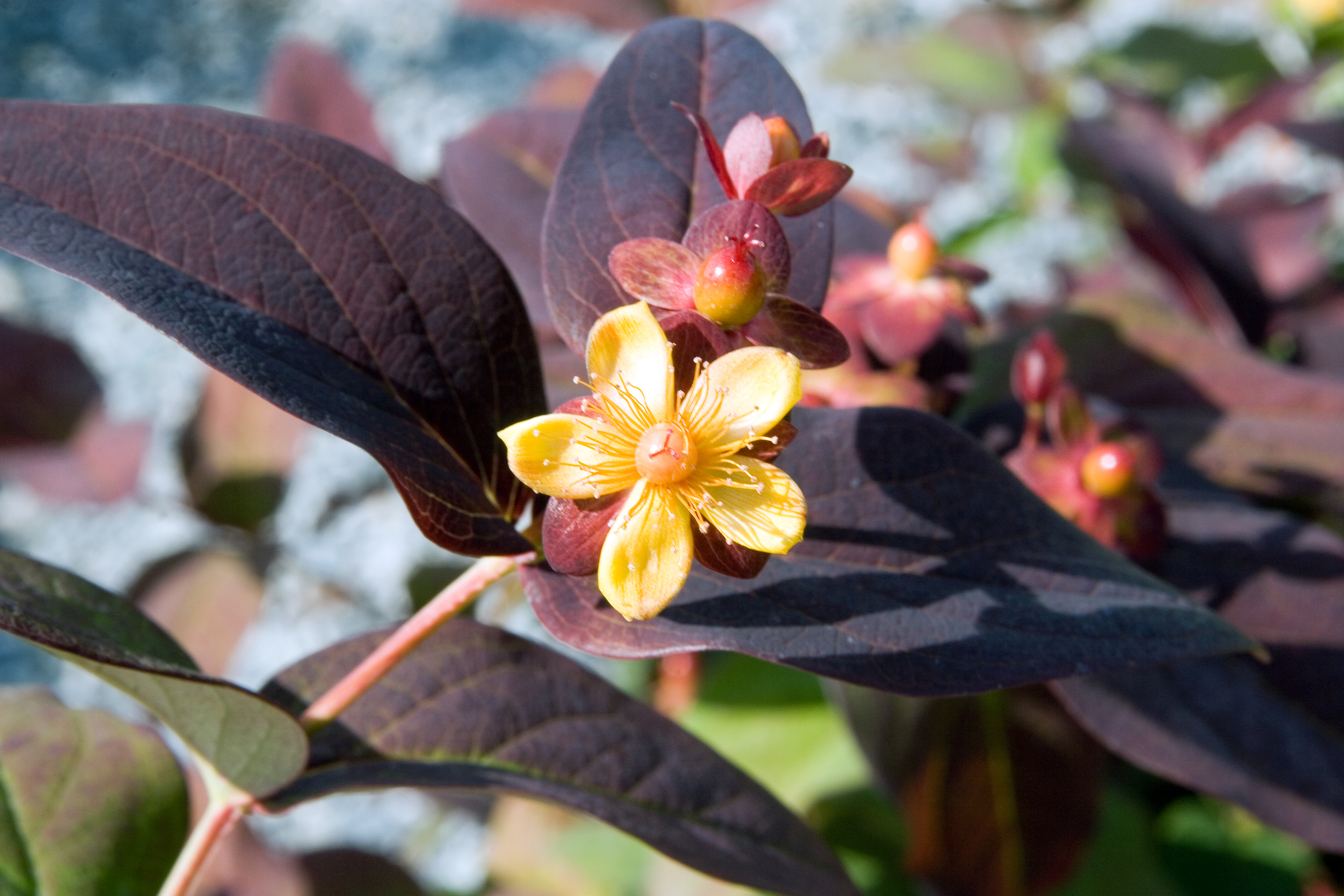
Hypericum androsaemum 'Albury Purple', un cultivar usado como planta ornamental

Las especies de la sección se encuentran en bosques perennifolios a altitudes de 200–1100 metros. H. hircinum prefiere áreas secas y abiertas, mientras que las demás especies optan por lugares húmedos y sombreados. La sección tiene una amplia distribución en Europa, África y Asia, incluyendo Macaronesia, el noroeste de África, Europa occidental y meridional, Grecia, Turquía, el Cáucaso, Irán, Turkmenistán, el Levante y Arabia Saudita.
Las cuatro especies son muy prolíficas y no están en peligro. Al ser ampliamente cultivadas como plantas de jardín, tienden a escapar y volverse invasoras. Por ejemplo, H. androsaemum se ha dispersado por Australia y Nueva Zelanda tras ser introducido por la Sociedad Real de Horticultura, mientras que H. grandifolium se está expandiendo rápidamente en el Área de la Bahía de San Francisco, desplazando especies nativas. Esta tendencia a la invasividad se debe a su capacidad para colonizar rápidamente espacios abiertos, como H. foliosum en depósitos de ceniza volcánica y claros artificiales. A veces, las especies se naturalizan e integran en sus nuevos entornos, como H. hircinum en España, Francia y Sicilia.